# Cyamopsis tetragonoloba
La Cyamopsis tetragonoloba L., o també coneguda amb el nom comú de goma de guar, és una planta herbàcia de la família de les fabàcies.
Encara que és un planta originària de l'Índia subcontinental, actualment també es pot localitzar a diversos països a nivell mundial: l'Índia, el Pakistan, els Estats Units i algunes parts d'Àfrica i Austràlia.
El terme cyamopsis significa "nenúfar rosa" i tetragonoloba indica que està constituïda per quatre lòbuls.

## Sinonímia
- Cyamopsis psoralioides (Lam.)DC.
- Cyamopsis psoraloides (Lam.) DC.
- Cyanopsis tetragonoloba (L.)Taub.
- Dolichos fabaeformis L'Her.
- Dolichos fabiformis L'Her.
- Dolichos psoraloides Lam.
- Lopinus trifoliolatus Cav.
- Lupinus trifoliatus Cav.
- Psoralea tetragonoloba L.

## Descripció morfològica
Cyamopsis tetragonoloba és una planta herbàcia que pot créixer des de 60 cm fins a 100 cm d'alçada. És un faneròfit erecte anual.
Té una rel fasciculada, és a dir, que les seves rels secundàries creixen tant o més que la principal. La tija és epigeea i erecta, perquè es desenvolupa a l'aire i creix verticalment. Les fulles són alternes i estan formades per tres folíols (trifoliada). Aquests folíols són el·líptics, de 3,8 a 7,5 cm de longitud i d'1,2 a 5 cm de grossor. Les dues cares de les fulles no presenten cap diferència morfològica aparent, totes dues són dentades i pubescents. El pecíol, que és el peu que suporta el limbe, mesura de 2,5 a 3,8 cm de llarg. La seva textura és fina, verda i tova (herbàcies).
Les flors apareixen en grapats axil·lars de 6 a 30 flors. Són cícliques, és a dir, presenten peces homòlogues als mateixos nivells de l'eix, essent cada nivell un verticil. El periant consta de dues peces: el calze i la corol·la, la qual és violeta i lleugerament més llarga. El calze, que està format per 5 sèpals fusionats i peluts, és gamosèpal. La corol·la, que és dialipètala zigomorfa i papilonàcia, està formada per un estendard, dues ales i una carena constituïda per dos pètals fusionats, aquests pètals són petits i vermellosos. L'androceu, el tercer dels verticils florals, està constituït per deu estams. El gineceu, el més intern dels verticils florals, és monocarpel·lar. La inflorescència és racemosa.
El fruit és simple i dehiscents, és un llegum, de 3.5 - 8 cm de longitud, amb alguns pèls distribuïts per la superfície. Al seu interior apareixen 5 – 6 llavors, amb un endosperma molt desenvolupat. Serà aquesta llavor, coneguda com a goma de guar, la que serà utilitzada farmacològicament.

## Ecologia
La Cyamopsis tetragonoloba es desenvolupa millor en regions on predomina la sequera i en sòls arenosos, on normalment la majoria de plantes no són capaces de créixer. Tot i que quan la humitat hi és present la planta deixa de créixer, no es mor.
Aquesta planta no es troba al Principat de Catalunya ni a la península Ibèrica perquè aquests terrenys no presenten les condicions adients pel seu creixement.
A causa de la seva ecologia, les àrees ideals pel seu cultiu són l'oest, el nord-est de l'Índia i parts del Pakistan.

## Farmacologia

### Part utilitzada
La droga, que és la part utilitzada de la planta i que s'anomena goma guar, és l'albumen de llavors, l'endosperma (teixit nutritiu dins el sac embrionari).

### Composició química
- Glúcids. Conté grans quantitats de polisacàrids heterogenis del tipus mucílags (85%), fonamentalment galactomananes.[1]
- Lípids. Conté petites quantitats d'àcids grassos lliures i esterificats(12,4%).
- Proteïnes (2,5%).
- Saponines (0,1%).

### Principis actius
Els principis actius de la planta són els polisacàrids constituïts per D-galactosa i D-manosa en proporció entre 1:1,5 i 1:2. Les molècules consisteixen en una cadena principal lineal de manopiranoses unides amb l'enllaç glucosídic b-(1-4) i de galactopiranoses unides amb enllaç glicosídic alfa-(1-6).

### Usos medicinals
No n'hi ha cap aprovat per la comissió E del ministeri de sanitat alemany:
Però tradicionalment s'ha utilitzat per tractar:
- La diabetis.
- La hipercolesterolemia (augment de colesterol en sang).
- Les dispèpsies (conjunt de síndromes motores, sensitives i secretores de l'aparell digestiu, especialment referides a l'estómac, que es presenten en relació amb la digestió).

### Accions farmacològiques
És una planta medicinal antidiabètica.
- Hipoglucemiant, antidiabètic oral, inhibidor de l'absorció de la glucosa: els mucílags de la goma guar disminueixen l'absorció oral dels glúcids.
- Hipolipemiant, inhibidor de l'absorció oral de lípids: els mucílags de la goma guar produeixen l'absorció de sals biliars i disminueixen, per tant, l'absorció intestinal de lípids.
- Sadollant: els polisacàrids de la goma guar tenen una gran capacitat per captar l'aigua dels sucs gastrointestinals, augmenten la mida i produeixen una sensació de sacietat.

### Toxicitat
Els efectes de la goma guar normalment són lleus i transitoris. A les dosis recomanades no s'acostuma a veure cap efecte advers a l'individu. Però, si administrem altes dosis o l'individu és especialment sensible, es pot produir, sobretot al començar un tractament, reaccions adverses que acostumen a ser una prolongació de l'acció farmacològica i afecten principalment a l'aparell digestiu.
Les reaccions adverses més destacables són:
- Digestives:[2] ocasionals, entre un 1 – 9%. Pot aparèixer:

1. Nàusees.
2. Flatulència (estat del qui pateix de flats)
3. La sensació de plenitud gàstrica.
4. Diarrea.

Com de l'embaràs no s'han realitzat assajos clínics que demostrin si hi hauria reaccions adverses per la mare i el nen. Però la goma guar no s'absorbeix, per això s'espera que no se'n produeixin per cap dels dos individus. Tot i així, el fet que no s'hagin realitzat assajos clínics porta a utilitzar aquest producte només en absència d'alternatives terapèutiques més segures. Durant la lactància del nadó es recomana evitar l'administració de la goma guar o suspendre la lactància materna, perquè encara que la goma guar no s'absorbeix, s'ignora si els seus components són excretats en quantitats significatives amb la llet materna.
El pacient pot presentar hipersensibilitat a algun component del medicament. Això el porta a situacions en què el trànsit intestinal es troba dificultat o impedit. Alguns exemples:
- Obstrucció esofàgica, oclusió intestinal, íleus paralític (denominació genèrica dels trastorns de la mobilitat intestinal caracteritzats per un obstacle mecànic o una paràlisi).
- Estenosi del tracte digestiu (estretor patològica d'un orifici o d'un conducte).
- Impastació fecal.

Pot provocar, també, un dolor abdominal retardant el seu diagnòstic. Com al cas que el pacient tingui apendicitis, pot agreujar-la donant els efectes laxants de la goma guar.

## Observacions

### Usos
La goma de guar té diferents usos tant en l'agricultura, com en l'alimentació o en la indústria

El seu ús en l'agricultura està destinat a l'alimentació del bestiar o com a fertilitzant.
En l'alimentació, el guar pot ser menjat com una mongeta verda, però és més important com a font de la goma de guar.
Les llavors de guar tenen endospermes grans que contenen la goma galactomanana, una substància que forma un gel en l'aigua. Comunament, s'utilitza, doncs, en la producció de làctics, com a gel i com a estabilitzador en el tractament de la "carn freda" i el formatge.
Un altre ús, és com a suplement de fibra alimentària.
Després de ser parcialment hidrolitzada, la goma de guar, és completament soluble en aigua i un aliment suau. Sent la fibra dietètica aproximadament del 75%, això permet que la fibra sigui afegida a l'aliment com un efecte mínim sobre el gust i la textura.
Ha estat utilitzada en diverses indústries: la tèxtil, la flotació de mineral, la fabricació d'explosius, la formacions d'olis i gas i la paperera.

### Cultiu
El cultiu requereix llum solar i pluges intermitents. Però, malgrat que creix millor en aquestes condicions, la goma guar és molt tolerant a la sequera i també prospera en regions semiàrides. En canvi, en zones on les pluges són abundants, pot passar que la planta es torni "frondosa" i redueixi el nombre de beines, i amb això el nombre de llavors per beina, la qual cosa afecta a la producció de la goma guar.
Se sembra després de les primeres pluges de juliol, i es recull la planta a finals d'octubre. Es conrea principalment al nord-est de l'Índia i al Paquistan. També es conrea en àrees semiàrides de Texas als EUA, a Austràlia i a Àfrica. Però la principal zona de cultiu se centra a Jodhpur al Rajasthan, Índia.
Aproximadament el 80% de la producció mundial té lloc a l'Índia. La seva demanda creixent a tot el món ha fet que molts productors hagin canviat les seves collites a la producció de goma guar i altres collites orgàniques donada l'alta demanda, principalment als EUA.
Per tot això la Cyamopsis tetragonoloba té una importància econòmica molt gran.